# 马斯韦勒
马斯韦勒是德国莱茵兰-普法尔茨州的一个市镇。总面积10.89平方公里，总人口1057人，其中男性522人，女性535人（2011年12月31日），人口密度97人/平方公里。